# Zwyrodnienie transneuronalne
Zwyrodnienie transneuronalne – zmiany występujące w neuronach po ich deafferentacji. Neurony pozbawione stymulacji synaptycznej stają się atroficzne, o nieregularnych kształtach i pozbawione substancji Nissla. Obserwuje się wakuolizację neuronów, hipertrofię komórek a następnie apoptozę.
Nazwa wprowadzona w 1926 przez Foix, Chavany'ego i Hillemanda.